# Ali Murad Khan
Ali-Morad Khan Zand (k.1740–1785) là Shah thứ sáu của triều đại Zand, trị vì từ ngày 15 tháng 3 năm 1781 cho đến ngày 11 tháng 2 năm 1785.
Sau khi Karim Khan qua đời, đế quốc Zand nhanh chóng suy yếu do hoàng thân Agha Muhammad Khan (con tin ở Qajar nhưng trốn được) ly khai khỏi chính quyền trung ương. Thời Abol Fath Khan, Ali Murad đem quân tấn công bộ lạc Qajars. Năm 1781, chán ghét sự bạo tàn của vua Sadiq Khan Zand, Ali Murad đánh chiếm kinh đô và giết chết ông này để chiếm ngôi. Sau khi lên ngai vàng, ông tiếp tục chiến tranh với hoàng thân Agha, đồng thời sai một viên tướng là Bastam đi đánh bộ lạc Qajars một lần nữa, nhưng thất bại.
Ali Murad Khan cai trị cho đến năm 1785, khi ông bị lật đổ bởi con trai của Sadiq là Jafar.